# Austur-Hérað
Austur-Hérað war eine Gemeinde östlich des Flusses Lagarfljót im Osten von Island.
Austur-Hérað entstand am 7. Juní 1998 aus dem Zusammenschluss der Gemeinden Egilsstaðabæjar (1637 Einwohner), Eiðahreppur (132 Einwohner), Hjaltastaðarhreppur (70 Einwohner), Hjaltastaðarhreppur (91 Einwohner) und Vallahreppur (140 Einwohner). Am 1. November 2004 schloss sich diese Gemeinde mit den Gemeinden Fellahreppur und Norður-Hérað zur Gemeinde Fljótsdalshérað zusammen. Diese hatte am 1. Januar 3368 Einwohner und ist inzwischen ein Teil der Gemeinde Múlaþing.

## Einwohnerentwicklung
| Jahr      | 1999 | 2000 | 2001 | 2002 | 2003 | 2004 |
| Einwohner | 1994 | 2032 | 2029 | 2021 | 2065 | 2145 |

Stichtag ist jeweils der 1. Januar.